# 매버릭 (영화)
《매버릭》(영어: Maverick)은 미국에서 제작된 리처드 도너 감독의 1994년 서부극 코미디 영화이다. 멜 깁슨, 조디 포스터 등이 출연하였고, 브루스 데이비 등이 제작에 참여하였다.
1994년 5월 20일 미국에서 워너 브라더스에 의해 극장 개봉되었으며, 1995년 제67회 아카데미상에서 의상상 후보에 지명되었다.

## 출연
- 멜 깁슨 - 브렛 매버릭 주니어 역
- 조디 포스터 - 애너벨 브랜스퍼드 역
- 제임스 가너 - 제인 쿠퍼 (브렛 매버릭 시니어) 역
- 그레이엄 그린 - 조지프 역
- 앨프리드 몰리나 - 에인절 역
- 제임스 코번 - 듀발 제독 역
- 더브 테일러 - 호텔 객실 담당원 역
- 댄 허데이야 - 트위치 역
- 폴 L. 스미스 - 대공 역
- 제프리 루이스 - 매슈 위커 / 유진 (은행 지점장) 역
- 맥스 펄리치 - 존 웨슬리 하딘 역
- 대니 글러버 - 은행 강도 역 (크레디트 미기재)
- 코리 펠드먼 - 은행 강도 역
- 스티브 케이핸 - 카드 딜러 역
- 아트 러플루어, 리오 고든, 로버트 풀러, 더그 매클루어, 헨리 대로, 마이클 폴 챈, 찰스 디어콥, 윌리엄 마셜, 데니스 핌플, 버트 렘슨 - 포커 플레이어 역
- 마고 키더 - 선교사 마거릿 메리 역 (크레디트 미기재)
- 앨리스 쿠퍼 - 마을 주정뱅이 역
- 린다 헌트 - 마술사 역
- 클린트 워커 - 보안관 역
- 웨일런 제닝스 - 도박하는 사람 역
- 리바 매킨타이어, 빈스 길 - 포커 게임 관중 역

## 기타 제작진
- 공동 제작: 짐 밴윅
- 미술: 톰 샌더스
- 의상: 에이프릴 페리

## 우리말 녹음
| KBS 성우진 (2014년 3월 28일) - 양지운 - 브렛 매버릭(멜 깁슨) - 송도영 - 애너벨 브랜스퍼드(조디 포스터) - 이완호 - 제인 쿠퍼(제임스 가너) - 설영범 - 제독(제임스 코번) / 포커하는 남자(아트 러플루어) - 유해무 - 은행 강도(대니 글러버) / 러시아 대공(폴 L. 스미스) - 김소형 - 유진(제프리 루이스) / 조지프(그레이엄 그린) / 중년 남자(독 두햄) - 김승태 - 에인절(앨프리드 몰리나) / 마부(폴 브리니거) - 장민혁 - 조니(맥스 펄리치) / 은행 직원(로버트 존스) / 딜러(게리 리처드 프랭크) / 중년 남자(존 마이어) - 배진홍 - 메리의 친구(마고 키더) / 메리의 딸(킴벌리 컬럼) / 남자 아이(터쇼니 터친) - 김상백 - 중년 남자(프랭크 오사티) - 사문영 - 메리(진 더베어) / 남자 아이(제시 에릭 캐럴) KBS 제작진 - 책임프로듀서 - 심광흠 - 번역 - 최성연 - 녹음 - 박광재 - 제작편집 - 윤수야 - CG - 권미정 - 타이틀제작 - 윤성기, 김창동 (KBS 미디어텍) - 연출 - 이원희 - 기획 - KBS 한국방송 - 우리말제작 - KBS 미디어 | EBS 제작진 (2018년 8월 18일) - 프로듀서: 이지연 - 번역: 변용란 - 감수: 변용란 - 종합편집: 김신경 - CG: 이상덕 - 우리말 연출: 김윤희 - 기획: EBS - 우리말 제작: ㈜리플레이 |  |